# 光之旅
《光之旅》，是Steam平台上的一款冒险解密游戏，玩家在游戏中操纵光斑，在森林里寻找线索找到正确的道路，开关场景中的不同开关来开启下一关的大门，然而这款游戏第一关场景的开关有14个，因此该游戏难度太高，没有玩家完成第一关。这款游戏声称有8个关卡，但事实上在第一关之后没有第二关。2015年8月7日，Valve发布公告，以“没有一个人可以通关”为由，让购买这款游戏的玩家可以申请无条件退款。目前该游戏关闭购买。